# Нижнебыковское сельское поселение
Нижнебы́ковское се́льское поселе́ние — муниципальное образование в Верхнедонском районе Ростовской области. 
Административный центр поселения — хутор Быковский.

## Административное устройство
В состав Нижнебыковского сельского поселения входят:
- хутор Быковский,
- хутор Морозовский,
- хутор Солоновский.

## Население
| 2010 | 2012 | 2013 | 2014 | 2015 | 2016 | 2017 |
| ---- | ---- | ---- | ---- | ---- | ---- | ---- |
| 530  | ↘511 | ↘458 | ↘393 | ↘377 | ↘366 | ↘344 |
| 2018 | 2019 | 2020 | 2021 |      |      |      |
| ↘320 | ↘316 | ↘308 | ↘299 |      |      |      |